# Песковец
Песковец је насељено место у саставу града Врбовца у Загребачкој жупанији, Хрватска. До територијалне реорганизације у Хрватској налазио се у саставу бивше велике општине Врбовец.

## Становништво
На попису становништва 2011. године, Песковец је имао 323 становника.

## Попис1991.
На попису становништва 1991. године, насељено место Песковец је имало 307 становника, следећег националног састава:
| Попис 1991.‍ | Попис 1991.‍ | Попис 1991.‍ | Попис 1991.‍ | Попис 1991.‍ |
| ----------- | ----------- | ----------- | ----------- | ----------- |
|             |             |             |             |             |
| Хрвати      | Хрвати      |             | 296         | 96,41%      |
| непознато   | непознато   |             | 11          | 3,58%       |
| укупно: 307 |             |             |             |             |